# Viaggiatore nel tempo
Viaggiatore nel tempo è un film di horror fantascientifico del 1982 diretto da Tom Kennedy.

## Trama
Un alieno rimane bloccato nella tomba di Tutankhamen quando questa stava per essere chiusa; millenni dopo il corpo dell'alieno viene ritrovato e trasportato in un laboratorio universitario americano dove, sottoposto ai raggi X, torna in vita contagiando mortalmente scienziati e studenti. L'alieno vuole tornare sul suo pianeta natio e cerca quindi di riattivare la sua astronave.

## Cast
- Ben Murphy: Prof. Douglas McCadden
- Nina Axelrod: Susie Fuller
- Kevin Brophy: Peter Sharpe
- James Karen: dr. Wendell J. Rossmore
- Robert Random: Jack Parker
- Sam Chew Jr.: dr. Bruce Serrano
- Melissa Prophet: Jennie
- Austin Stoker: dr. Ken Melrose
- Gerard Prendergast: Greg Hauser
- Shari Belafonte: Linda Flores
- Antoinette Bower: dr. Hayworth
- Darwin Joston: tenente Plummer
- Greta Blackburn: Sherri
- John Lavachielli: Bill Vogler
- Clint Young: capitano Willoughby
- Ken Gibbel: Courtney
- Gary Dubin: Michael Goldstein
- Greta Stapf: Ellen Winters
- Royce Alexander: studente
- Michelle Avonne: Sarah
- Annie Barbieri: studentessa #1
- Vanna Bonta: studente nel laboratorio
- Marie Lamarre: ragazza
- Sandy Carey: studentessa #2
- Susan Curtis: ragazza
- Warrington Gillette: Stanley
- Joy Grdnic: Newswoman
- Richard Hoyes: Student at Dock
- J. Michael Hunter: Cameraman
- Kelly Junkerman: studente
- Don LaFontaine: reporter
- Jack Olson: Ankh-Venharis
- Alan Rachins: Jeweler
- Allene Simmons: infermiere
- Hugo Stanger: bidello
- Alan Stock: ragazzo
- Diane Terry: studentessa #3
- Ann Hearn: studentessa #4
- Dimitri Villard: reporter
- Victoria von Voorhees: ragazza #2
- Behrouz Vossoughi: Abdellah
- Jason Williams: Jeff
- Jeff Yesko: